# Grütschalp

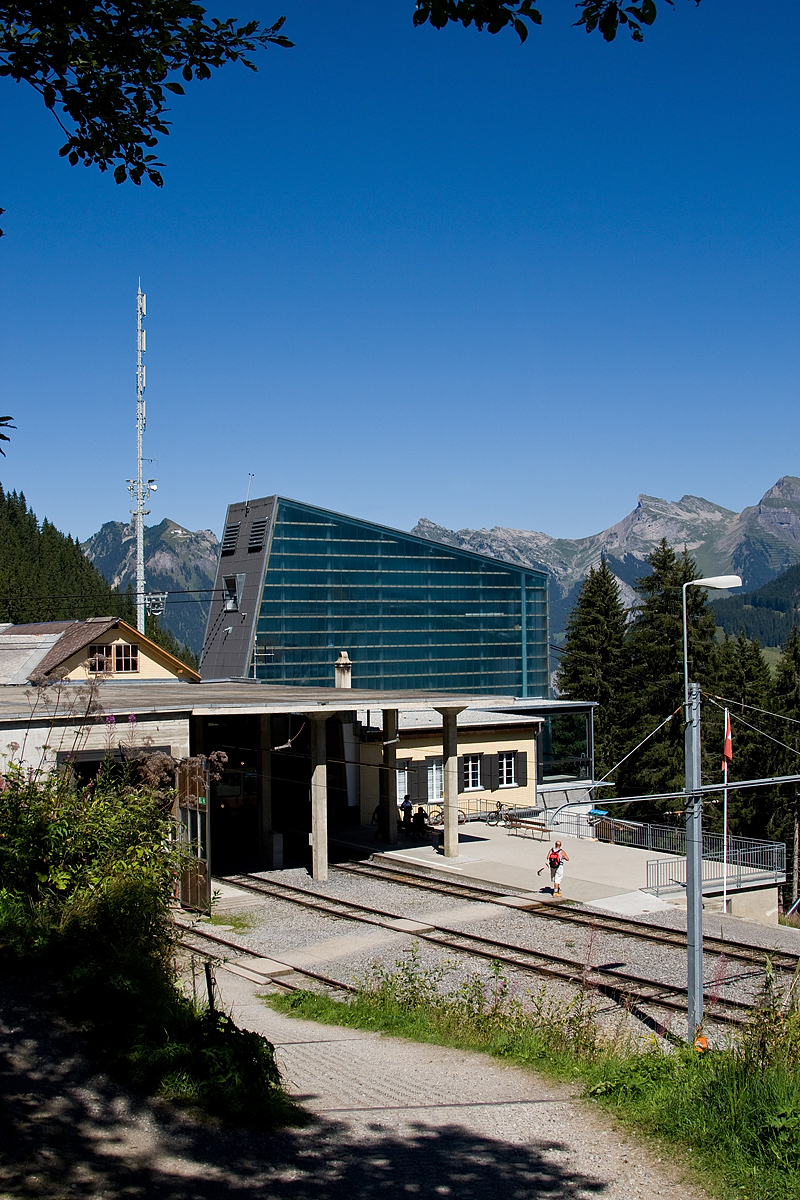
Přestupní stanice Grütschalp

Grütschalp je přestupní stanice na dráze z Lauterbrunnen - Grütschalp - Mürren, kterou provozuje Bergbahn Lauterbrunnen - Mürren (BLM).
Místo spadá do obce Lauterbrunnen, spadající pod Interlaken v kantonu Bern ve Švýcarsku.
Původní horská dráha Lauterbrunnen – Mürren byla otevřena v roce 1891 a setkávají se zde dva způsoby dopravy: železniční a lanovková.
Od 16. prosince 2006 je v provozu modernizovaná lanovka, která překonává převýšení 685 metrů na Grütschalp. Kapacita lanovky je 100 cestujících na jednu cestu a 6000 kg nákladu. Doba jízdy je 4 minuty.
Na nádraží Grütschalp (1481 m n. m.) se mění dopravní systém z lanové dráhy na adhezní železnici (přestup a přeložení nákladu). Tento úsek cesty na Mürren přes alpské louky překonává dalších 147 metrů výškového rozdílu. Tato část slouží převážně pro osobní dopravu, nákladní vozy se připojují jen v případě potřeby. Mürren je nepřístupný pro automobilovou dopravu, takže tato dráha je obzvláště důležitá.
Doprava nákladu se provádí pomocí kontejnerů a moderním high-tech systémem pro překládání z lanovky na adhezní železnici.

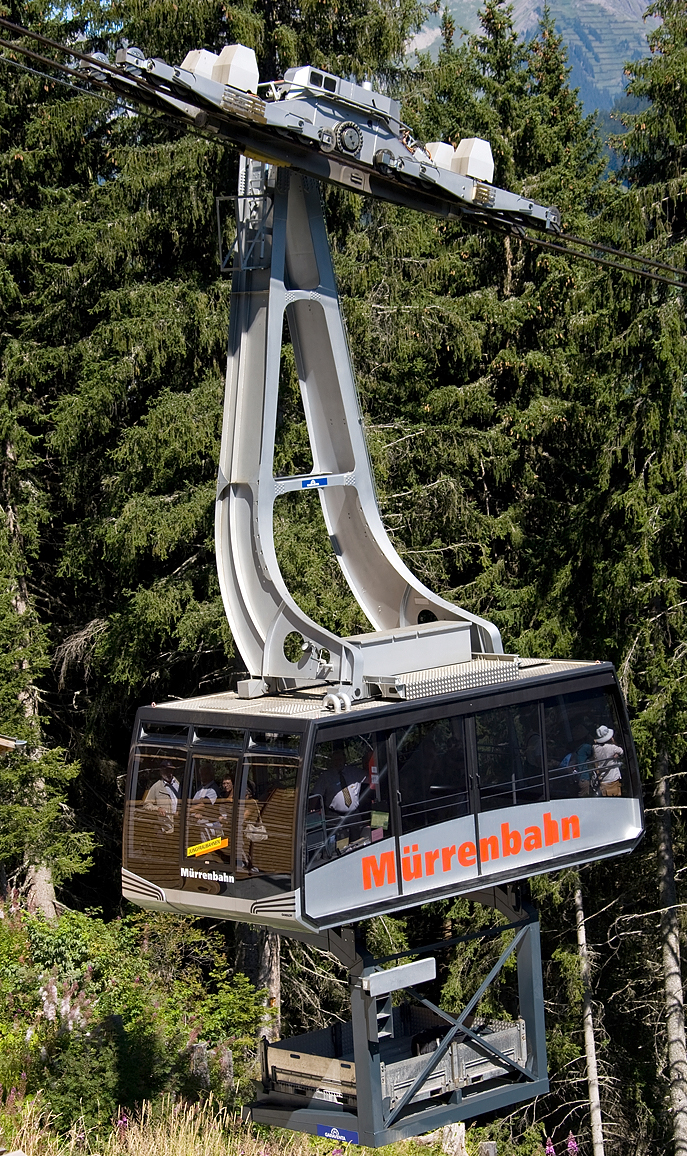
Nová lanovka
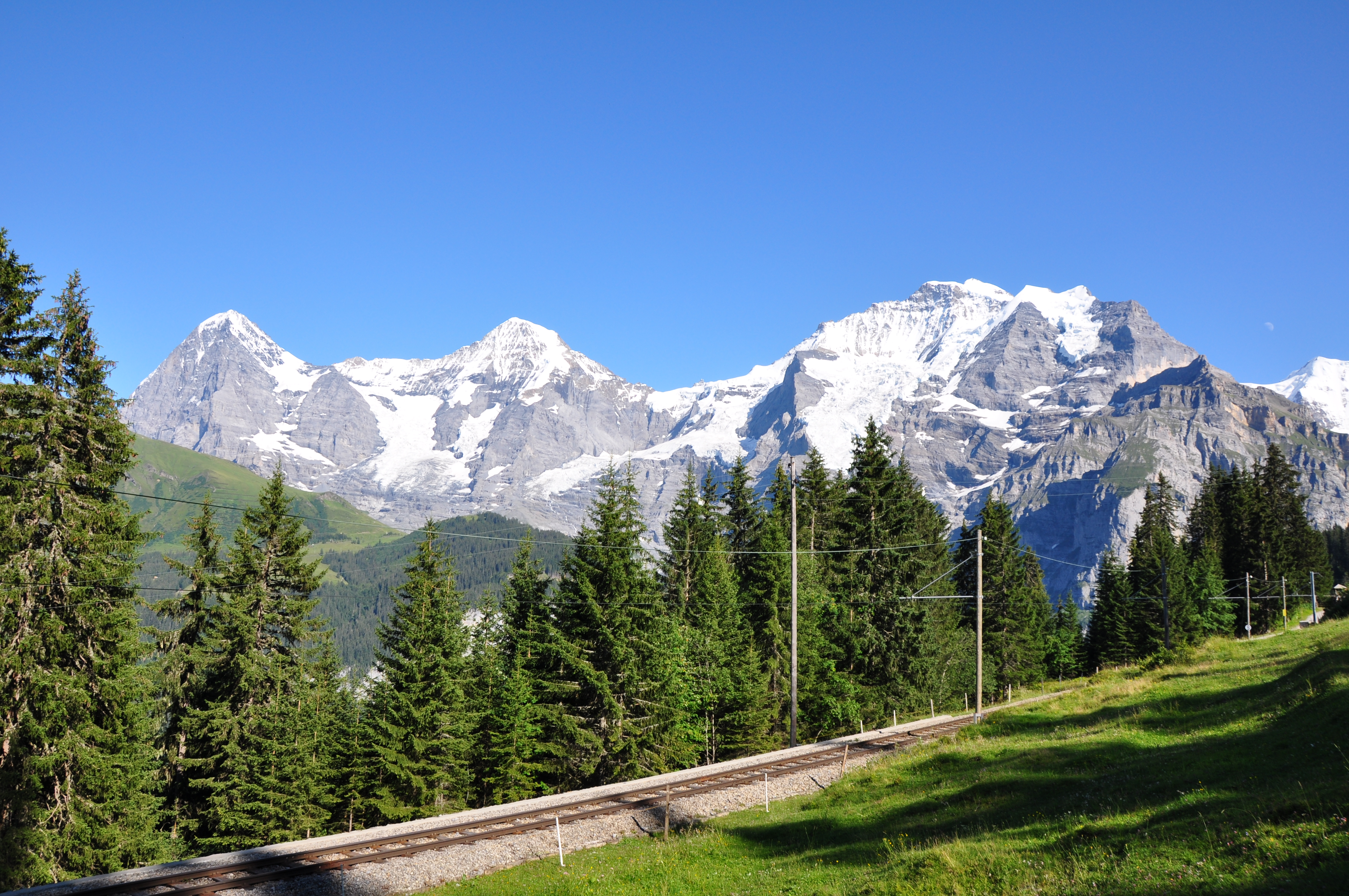
Pohled dominantu Jungfrau
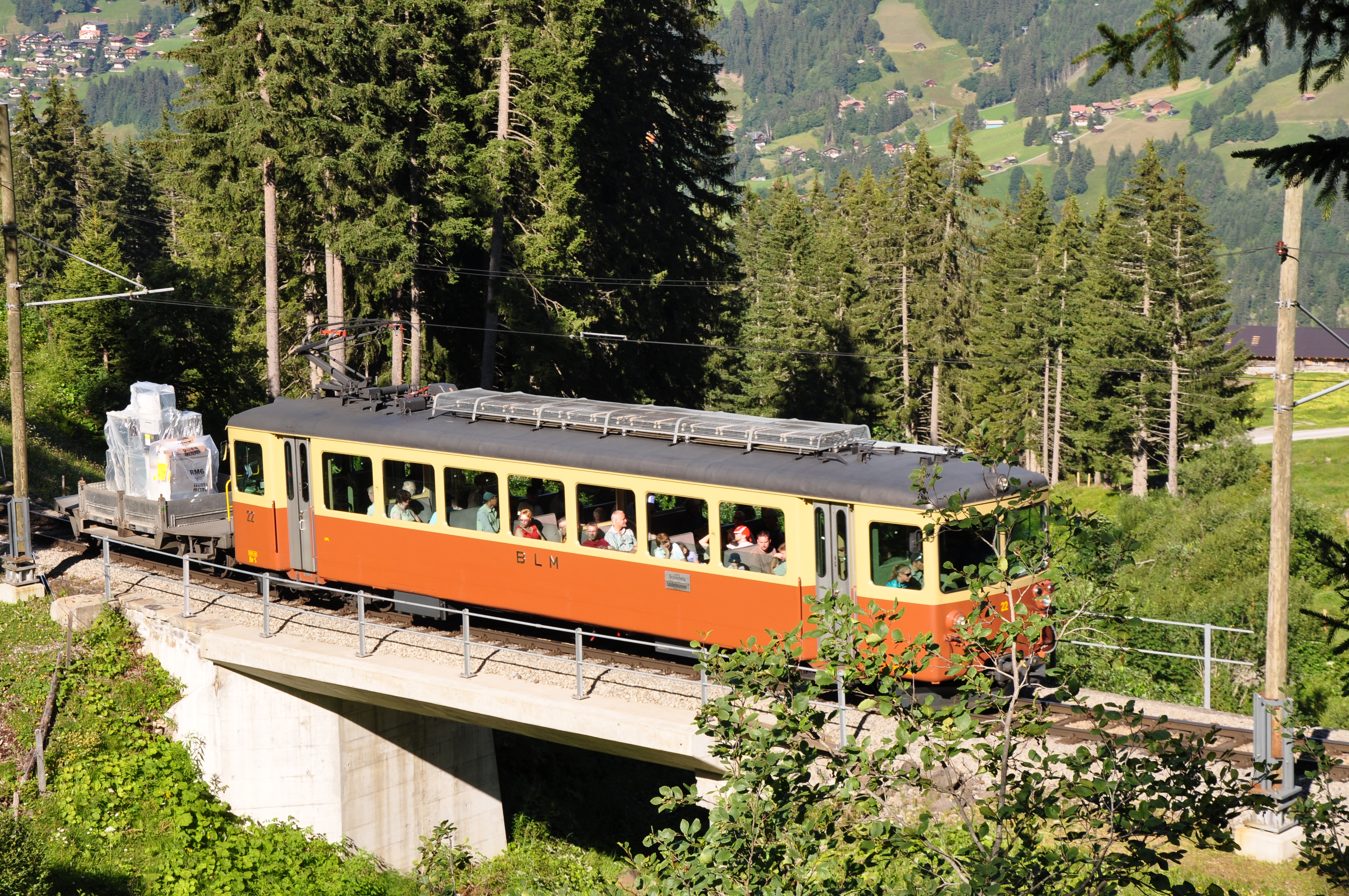
Stroj s připojeným nákladem
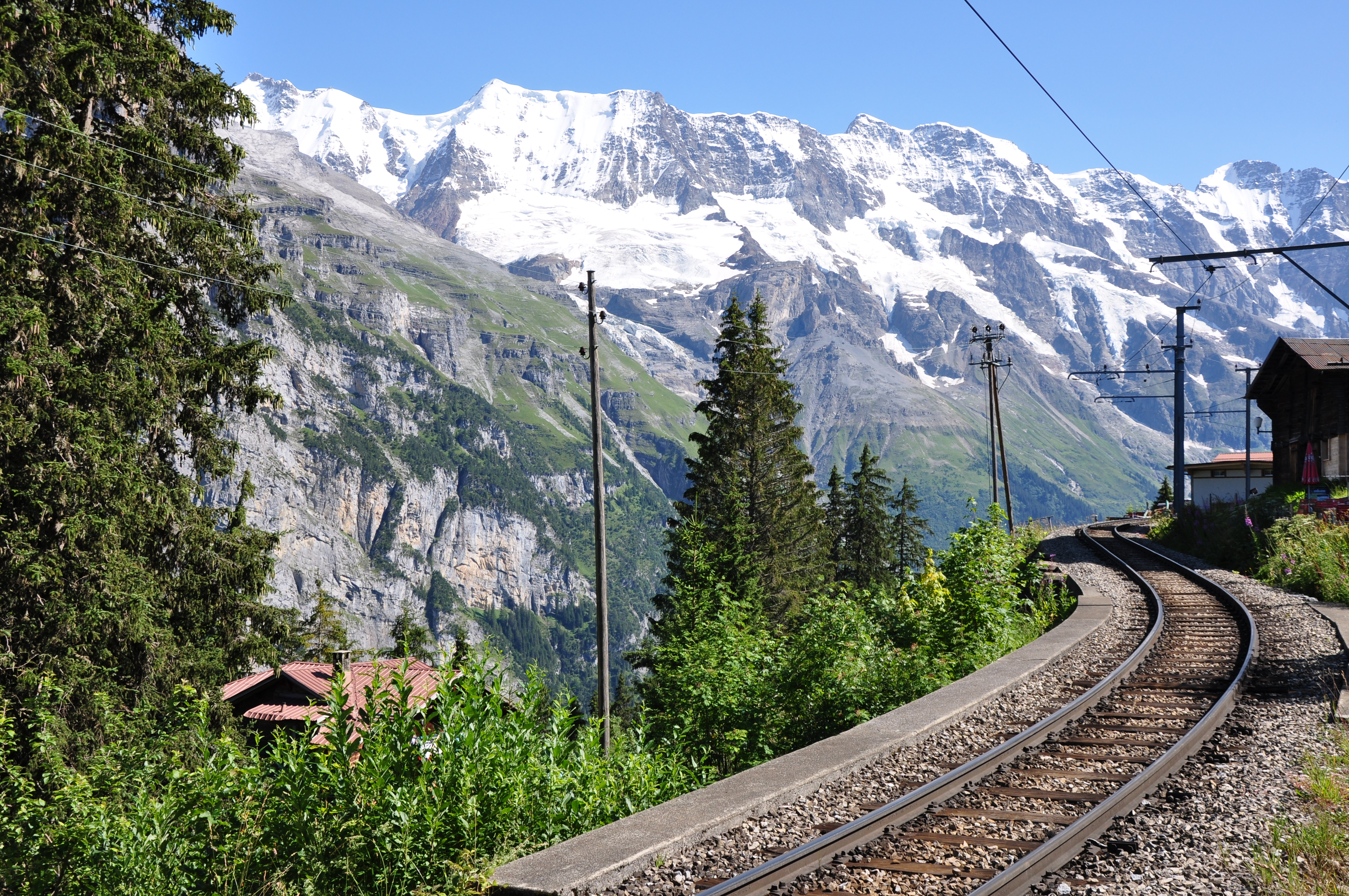
Trať na úbočí hory